# Соломон Кейн
Соломон Кейн (на английски: Solomon Kane) е литературен персонаж, герой от цикъла фантастично-приключенски разкази и стихотворения, създадени от американския писател Робърт Хауърд. Соломон Кейн е англичанин-пуритан от XVI-ХVІІ век, божи рицар, който се бори със злото и несправедливостта.

## Произведения от цикъла
В цикъла за Соломон Кейн влизат следните произведения, основно публикувани в списанието „Weird Tales“:

### Разкази
- Червени сенки (Red Shadows), август 1928
- Черепи сред звездите (Skulls in the Stars), януари 1929
- Тракане на кости (Rattle of Bones), юни 1929
- Луната на черепите (The Moon of Skulls), юни 1930 – юли 1930
- Хълмове на смъртта (Hills of the Dead), август 1930
- Стъпки зад вратата (The Footfalls Within), септември 1931
- Нощни крила (Wings in the Night), юли 1932
- Остриета на братството (Blades of the Brotherhood), 1968
- Десницата на съдбата (The Right Hand of Doom), 1968
- Замъкът на дявола (The Castle of the Devil), 1968; довършен от Рамзи Кембъл
- Децата на Ашур (The Children of Asshur), 1968; довършен от Рамзи Кембъл
- Ястребът на Басти (The Hawk of Basti), 1968; довършен от Рамзи Кембъл
- Черните конници на смъртта (Death’s Black Riders), 1968; незавършен

### Стихотворения
- Едно черно петно (The One Black Stain), 1962
- Завръщането на сър Ричард Гренвил (The Return of Sir Richard Grenville), 1968
- Завръщане у дома на Соломон Кейн (Solomon Kane’s Homecoming), първи вариант – 1936, втори вариант – 1971

Целият цикъл е публикуван в цялост в сборника „Red Shadows“ (1968).

## Екранизации
На 16 септември 2009 г. излиза филма „Соломон Кейн“ на режисьора Майкъл Басет. В ралята на главния герой е Джеймс Пюрфой.